# Romuald Szejd
Romuald Szejd (ur. 7 kwietnia 1938 w Brześciu nad Bugiem, zm. 3 września 2019 w Warszawie) – polski aktor teatralny, filmowy i telewizyjny, reżyser i dyrektor Teatru Scena Prezentacje w Warszawie.

## Życiorys
W 1961 ukończył studia na Wydziale Aktorskim Państwowej Wyższej Szkoły Teatralnej im. Leona Schillera w Łodzi, następnie w 1974 na Wydziale Reżyserskim warszawskiej PWST im. Aleksandra Zelwerowicza.
Występował na scenach poznańskich: Teatrów Dramatycznych (1961–1962) i Teatru Polskiego (1962–1963) oraz na deskach Teatrów Dramatycznych we Wrocławiu (1963–1965).
W 1979 założył Teatr Scena Prezentacje w Warszawie, który początkowo działał w Społecznym Domu Kultury na Żoliborzu. Od początku działalności tej sceny był jej dyrektorem naczelnym i artystycznym.
Na zaproszenie Romualda Szejda wystąpiło w teatrze wielu artystów francuskich, m.in. słynne pieśniarki: dwukrotnie Cora Vaucaire, Catherine Sauvage, Marie Paule-Belle, Nicole Croisille, Jacqes Haurogne, Izabelle Aubryt.
Wystąpił również w Teatrze Telewizji, w spektaklach: Dr Jakyll i Mr Hyde Roberta Louisa Stevensona w reż. Jerzego Antczaka jako Enfield (1964) i Drzewa moje ojczyste Konstantego Ildefonsa Gałczyńskiego w reż. Henryka Boukołowskiego (1967) oraz wyreżyserował przedstawienia: Ktoś nowy Marka Domańskiego (1971), Łysa śpiewaczka Eugène’a Ionesco (1993), Julio, jesteś czarująca Gilberta Sauvajona (1995) i Powrót gwiazdy Johna Cromwella (1995).
Został pochowany na cmentarzu Powązkowskim w Warszawie (kw. E-3-13)

## Filmografia
- Czerwone berety (1962) – Karol
- Sobótki (1965)
- Opowieści weekendowe: Ostatni krąg (1997) – dyrektor
- Kochaj i rób co chcesz (1997) – profesor Birhoff, członek jury konkursu organowego

## Odznaczenia i nagrody
- Krzyż Kawalerski Orderu Odrodzenia Polski (2003)
- Złoty Krzyż Zasługi „z okazji 10-lecia Teatru Scena Prezentacje w Warszawie” (1988)
- Srebrny Medal „Zasłużony Kulturze Gloria Artis” (2007)
- Nagroda publiczności na XVIII Ogólnopolskim Przeglądzie Teatrów Małych Form (OPTMF) w Szczecinie dla przedstawienia Łysa śpiewaczka Eugène’a Ionesco z Teatru Scena Prezentacje w Warszawie (1983)
- Nagroda publiczności na Lubelskiej Jesieni Teatralnej w Lublinie za reżyserię sztuki Smak miodu Shelagh Delaney w Teatrze Scena Prezentacje w Warszawie (1988)
- Feliks Warszawski czytelników gazety „Życie Warszawy” dla przedstawienia Proca Nikołaja Kolady w Teatrze Scena Prezentacje w Warszawie (2008)